# Barisal (divisie)
Barisal is een divisie (bibhag) van Bangladesh.

## Bestuurlijke indeling
Barisal is onderverdeeld in 6 zila (districten), 39 upazila/thana (subdistricten), 334 unions, 4171 dorpen en 22 gemeenten.

### Districten
De divisie is onderverdeeld in districten (zila):
- Barguna, Barisal, Bhola, Jhalakati, Patuakhali en Pirojpur